# 南船三
南船三（θ Car/船底座θ）是一个位于南天星座船底座的光谱联星。视星等2.76，是疏散星团IC 2602最亮的恒星。它标志着钻石十字星群的东北端。根据依巴谷卫星的视差测量，这个恒星距离地球大约460光年。

## 特性

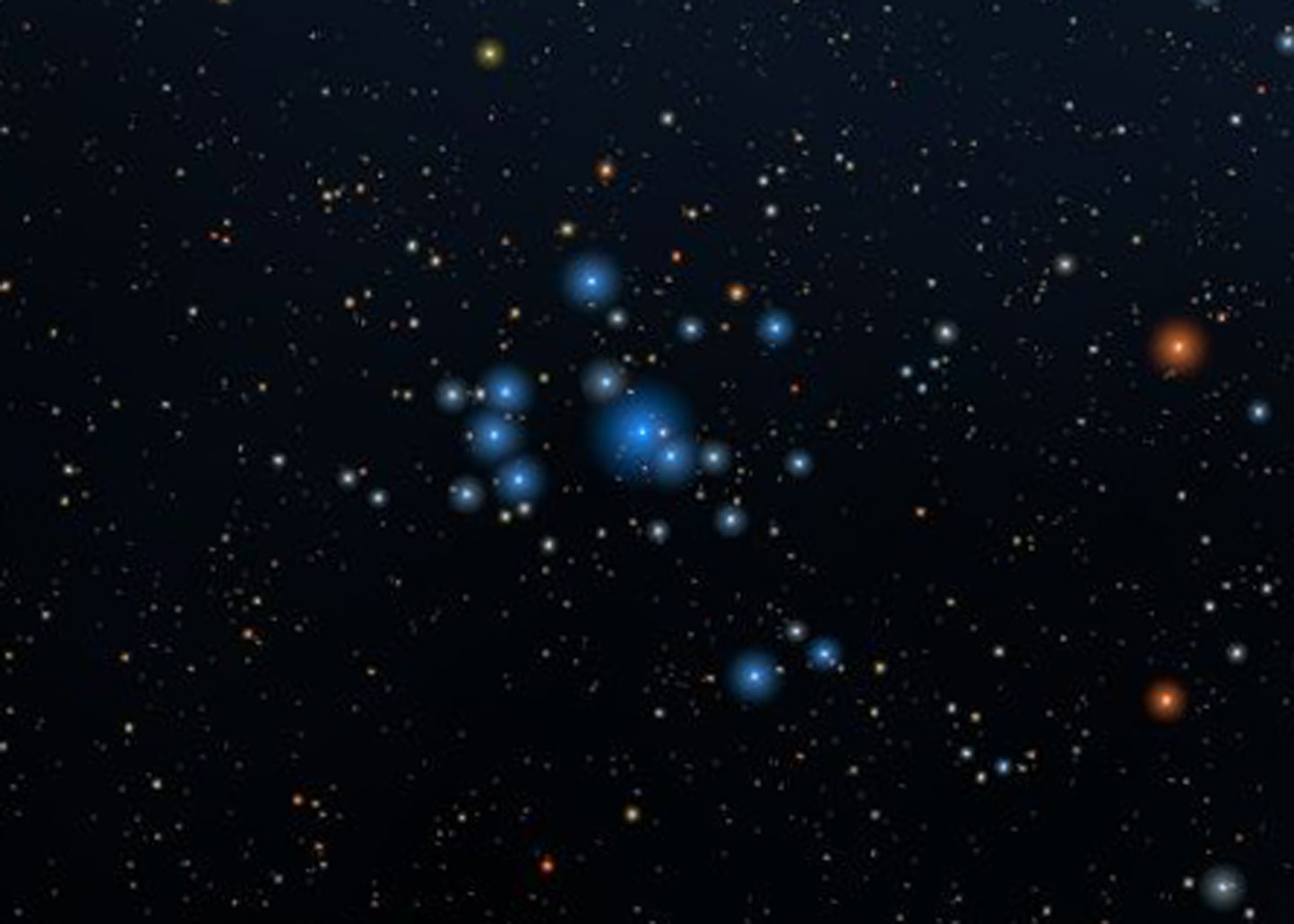
模拟的IC 2602图像，南船三在中央

该星的恒星分类是B0Vp，表示这是一个经由核心氢聚变产生能量的B型主序星。后缀p显示它光谱中的特殊特征，在可见光波段和紫外波段都有观测到。
南船三是一个轨道周期2.2天的单线光谱联星，是在这种大质量恒星中已知最短的轨道周期，紧密的轨道暗示两星间的质量传输可能已经发生，这可以解释光谱的特殊性。
在这个系统中，主星很可能是蓝离散星，这是一种经由两个或多个恒星交互作用或合并产生的不寻常恒星。最可能的质量传输来源是这个系统质量较小的伴星，现在的主星可能曾经是质量较小的成员。估计年龄4百万年，它比周围的IC 2602星团的年龄年轻得多。
主星有大约13倍太阳质量和5.5倍太阳半径。表面温度非常炽热，达31,000K。当主星达到1100万年的年龄，它会膨胀到开始将部分的质量再传输给伴星。对于伴星所知不多，但他可能是个只有主星光度1%不到的F型星。